# IC 1282
IC 1282 је четворострука звијезда у сазвјежђу Херкул која се налази на листи објеката дубоког неба у Индекс каталогу.
Деклинација објекта је + 21° 6' 6" а ректасцензија 18h 14m 5,3s.